# Sironko (district)
Le district de Sironko est un district de la région Est de l'Ouganda. Sa capitale est Sironko (en).

## Histoire
Ce district a été créé en 2000 par séparation de celui de Mbale.